# Лёгкая атлетика на летних Олимпийских играх 1904 — бег на 110 метров с барьерами
Соревнования по бегу на 110 метров с барьерами среди мужчин на летних Олимпийских играх 1904 прошли 3 августа. Приняли участие восемь спортсменов из двух стран.

## Призёры
| Золото        | Серебро            | Бронза             |
| Фред Шуле США | Таддеус Шидлер США | Лесли Эшбернер США |

## Рекорды
| Мировой рекорд     | Официального рекорда не было до 25 июля 1908 года | —      |                |              |  |
| Олимпийский рекорд | Элвин Крэнцлайн (USA)                             | 15,4 с | Париж, Франция | 14 июля 1900 |  |

## Соревнование

### Полуфинал
| Место | Спортсмен              | Результат  |
| ----- | ---------------------- | ---------- |
| 1     | Фред Шуле (USA)        | 16,2 с     |
| 2     | Лесли Эшбернер (USA)   | Неизвестен |
| 3     | Крейг Маклэнехен (USA) | Неизвестен |
| 4     | Корри Гарднер (AUS)    | Неизвестен |

| Место | Спортсмен                  | Результат  |
| ----- | -------------------------- | ---------- |
| 1     | Фрэнк Каслмен (USA)        | 16,2 с     |
| 2     | Таддеус Шидлер (USA)       | Неизвестен |
| 3-4   | Лесли Макфеерсон (AUS)     | Неизвестен |
| 3-4   | Один неизвестный спортсмен | Неизвестен |

### Финал
| Место | Спортсмен            | Результат  |
| ----- | -------------------- | ---------- |
| 1     | Фред Шуле (USA)      | 16,0 c     |
| 2     | Таддеус Шидлер (USA) | 16,3 с     |
| 3     | Лесли Эшбернер (USA) | 16,4 с     |
| 4     | Фрэнк Каслмен (USA)  | Неизвестен |